# 計良智子
計良 智子（けいら ともこ、1947年〈昭和22年〉6月9日 - 2016年〈平成28年〉3月17日）は、日本のアイヌ文化伝承者。北海道札幌市でアイヌの文化の伝承に取り組む市民団体「ヤイユーカラの森」の創設メンバーの1人であり、旧静内町のアイヌ文化伝承者である織田ステノから受けた教えをもとに、長期にわたってアイヌ文化や歴史を伝える活動のために貢献した。

## 経歴

### 誕生 - 学生時代
北海道白老町で誕生した。祖父母がアイヌだが、自身の誕生時にはすでに祖父が故人であり、祖母は同化政策に従って、民族の文化を捨てて父を育てざるを得なかったことから、子供の頃はアイヌ文化とは無縁の生活だった。
中学校を卒業し、集団就職で上京した際に、周囲から「北海道・イコール・アイヌ」と言われ、他者との違いを考えさせられ、苦悩に陥った。それに加え、自分にはアイヌとして誇れるものが何もないことに愕然とした。郷里を離れての東京で初めて、アイヌを自覚するようになったのである。

### アイヌ文化伝承運動
20歳になり、白老の観光地でアルバイトでアイヌ民族舞踊を始め、フチ（アイヌの高齢女性）からアイヌの精神を学ぶにつれ、周囲の無知と偏見を正す使命感が芽生え始めた。アイヌ文化を捨てた祖母の思いを晴らしたいとの考えもあった。折しも1970年代にはアイヌの復権運動が開始されており、フチたちから伝統文化を学ぶことで、アイヌとしての誇りを持つに至った。
1973年（昭和48年）に、「ヤイユーカラの森」の前身の「ヤイユーカラ・アイヌ民族学会」を創設した。ヤイユーカラはアイヌ語で「自ら行動する」の意味である。ヤイユーカラ・アイヌ民族学会では後に事務局長も務め、札幌市ウタリ職業相談員、同生活相談員、ウタリ協会理事なども歴任した。
1991年（平成3年）春から、織田ステノのもとで1年間にわたって寝食を共にし、伝統料理の作り方、手仕事の材料集め、口承伝承を学んだ。その体験は北海道新聞で連載され、さらに書籍化されて『アイヌの四季 フチの伝えるこころ』（明石書店）として刊行された。浦河町の伝承者である浦川タレからも、アイヌ料理を学んだ。
翌1992年（平成4年）に、夫らと共に「ヤイユーカラの森」を設立した。アイヌ文化を生活の中で守り育てる活動の一環として、アイヌの伝統技法を用いた刺繍教室を開催した。また、アイヌ女性たちが日常生活を通じて守ってきた民族の文化と知恵を子供たちに伝えるべく、アイヌ民具のチタラベ（儀式などに使う花ござ）や刺繍の製作を続けて、20年以上にわたって後進を育てた。1994年（平成6年）には、織田ステノから受け継いだ技術によってチタラベを製作して、日本民芸館展に初めて応募し、入選と準入選に選ばれた。
翌1995年9月、北京で開催された世界女性会議に参加した。アイヌの現在と、フチたちから受け継いだ精神と文化を次世代と未来を伝えることが目的であり、ヤイユーカラの森の活動報告と共に、文化の多様性が尊重された政策、住民女性と女児が自らのニーズに対応した教育を受ける権利など、政府間会議で採択される行動綱領に対する、アイヌとしての意見を述べた。

### 晩年 - 没後
2015年（平成27年）に夫と死別した後、自身も同2015年8月に入院した。翌2016年（平成28年）、夫の遺稿集出版と一周忌を見届けた後、胆管癌により満68歳で死去した。登別市の知里幸恵 銀のしずく記念館の初代館長である知里むつみは長年にわたって親交があり、「織田さんと暮らす中で、日常の中からアイヌの深い世界に入っていった人だったと思う。同世代で一緒に取り組んできただけに残念」と、その死を偲んだ。
著書『アイヌの四季』は、死去の2年前に夫が旧友たちに英訳を依頼しており、没後に一同が「2人との約束を果たしたい」との思いで作業に取り組んだ末、『アイヌの四季』英訳併記版が、2018年（平成30年）12月に刊行された。アイヌ民族の四季折々の料理や生活の知恵を盛り込んだ名著として評価されている。

## 著作
- 『近代化の中のアイヌ差別の構造』明石書店〈世界差別問題叢書〉、1985年6月30日。ISBN 978-4-7503-0072-6。（共著）
- 『アイヌの四季 フチの伝えるこころ』明石書店、1995年1月20日。ISBN 978-4-7503-0662-9。
- 『北海道山菜図鑑』亜璃西社、2012年3月。ISBN 978-4-900541-97-9。
- 『フチの伝えるこころ アイヌの女の四季』寿郎社、2018年12月20日。ISBN 978-4-909281-13-5。